# Мертень
Мертень (чув. Хыркасси) — деревня в Мариинско-Посадском муниципальном округе Чувашской Республики. Входила с 2004 до 2023 года в состав Аксаринского сельского поселения. С 2023 года входит в Аксаринский территориальный отдел.

## География
Находится в северо-восточной части Чувашии, на расстоянии приблизительно 29 км на юго-восток от районного центра города Мариинский Посад.

## История
Известна с начала 1930-х годов. В 1939 году было учтено 103 жителя, в 1979 — 56. В 2002 году было 15 дворов, 2010 — 11 домохозяйств. В 1930 образован колхоз «Безбожник».

## Население
Постоянное население составляло 16 человек (чуваши 100 %) в 2002 году, 13 в 2010.